# Consonne palato-alvéolaire
Cette page contient des caractères spéciaux ou non latins. S’ils s’affichent mal (▯, ?, etc.), consultez la page d’aide Unicode.

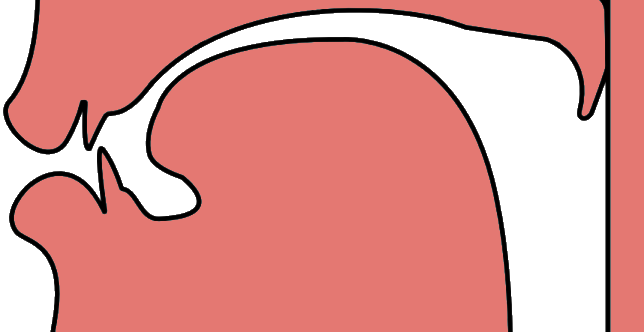
fricative post-alvéolaire (palato-alvéolaire)

Une consonne palato-alvéolaire, ou plus brièvement une palato-alvéolaire, désigne, en phonétique articulatoire, une consonne dont le lieu d'articulation se situe au niveau de la jonction entre les alvéoles de la mâchoire supérieure et le palais dur (consonne post-alvéolaire) ; elle est réalisée avec une langue convexe et renflée en forme de dôme, moins proche cependant du palais que pour une consonne alvéolo-palatale (donc avec un degré inférieur de palatalisation).
Le français comporte les fricatives palato-alvéolaires [ʃ] (à l'initiale de « chat ») et [ʒ] (à l'initiale de « jus »).

## Palato-alvéolaires de l'API
L'alphabet phonétique international recense les palato-alvéolaires suivantes :
| API | Description                          | Exemple  | Exemple     | Exemple   | Exemple       |
| --- | ------------------------------------ | -------- | ----------- | --------- | ------------- |
| API | Description                          | Langue   | Orthographe | API       | Signification |
| ʃ   | Fricative palato-alvéolaire sourde   | Français | chat        | ['ʃa]     |               |
| ʒ   | Fricative palato-alvéolaire voisée   | Français | jus         | ['ʒy]     |               |
| t͡ʃ  | Affriquée palato-alvéolaire sourde   | Anglais  | church      | ['t͡ʃɜːt͡ʃ] | église        |
| d͡ʒ  | Affriquée palato-alvéolaire voisée   | Anglais  | gin         | [d͡ʒɪn]    | gin           |
| ʃʼ  | Fricative éjective palato-alvéolaire |          |             |           |               |